# Tiếng Romani Sinti
Tiếng Romani Sinti (còn gọi là Sintengheri Tschib (en), Sintitikes, Manus hoặc Romanes) là phương ngữ của tiếng Romani nói bởi người Sinti ở Đức, Pháp, Áo, Bỉ, Hà Lan, một số khu vực ở Bắc Ý và các khu vực lân cận khác. Tiếng Romani Sinti được đặc trưng bởi ảnh hưởng đáng kể của tiếng German và không thông hiểu lẫn nhau với các dạng tiếng Romani khác. Ngôn ngữ này được viết bằng chữ Latinh.

## Tổng quan
Cái tên Romani bắt nguồn từ řom, tên tự gọi của những người nói thuộc nhóm ngôn ngữ Romani. Romani đôi khi được viết là Romany (thường bằng tiếng Anh), nhưng người bản ngữ sử dụng từ Romani cho ngôn ngữ này. Trong lịch sử, người Romani được biết đến là người du mục, nhưng ngày nay chỉ có một tỷ lệ nhỏ người Romani bất ổn do bị đồng hóa cưỡng bức và sự can thiệp của chính phủ.
Romani Sinti là một phương ngữ của tiếng Romani và thuộc nhóm phương ngữ Romani Tây Bắc, mà nó cũng bao gồm một phương ngữ được nói bởi người Romani ở Phần Lan. Sinti là nội danh của một nhóm lớn người Romani rời khỏi Balkan từ rất sớm trong sự phân tán của nhóm ngôn ngữ Romani, từ cuối thế kỷ 14 trở đi, và di cư đến lãnh thổ nói tiếng German. Người Sinti ở Pháp thường nói tiếng Romani Sinti nhưng tự gọi mình là Manuš hoặc Manouche.
Ngày nay, tiếng Sinti chủ yếu được nói ở Đức, Pháp, Bắc Ý, Thụy Sĩ, Serbia và Croatia, và số ít hơn ở Áo, Cộng hòa Séc và Hà Lan. Người Sinti tạo thành một nhóm nhỏ nhất của người Digan ở Đức và Đức là nơi có số lượng người nói tiếng Romani Sinti lớn nhất. Hầu hết người nói tiếng Romani Sinti nói đa ngữ, ngôn ngữ chính của đất nước họ sống là phổ biến nhất.

## Âm vị học
Tiếng Romani Sinti là một ngôn ngữ không thanh điệu với 25 phụ âm, 6 nguyên âm đơn và 4 nguyên âm đôi.

## Từ vựng
Ví dụ từ vựng cho tiếng Romani Sinti được đưa ra dưới đây, dựa trên các từ mẫu Áo, Ý và Albania được lấy từ Cơ sở dữ liệu Hình thái-cú pháp Romani (RMS) do Đại học Manchester tổ chức. Những từ cho thấy ảnh hưởng của từ vựng tiếng Đức lịch sử được đánh dấu bằng dấu hoa thị (*). 
|          | Anh         | Áo              | Italy       | Romania      |
| -------- | ----------- | --------------- | ----------- | ------------ |
| Danh từ  | Sinti/Roma  | sinto           | sinti       | gipter/sinto |
|          | non-Roma    | gadžo           | gadžo       | xujle        |
|          | friend      | mal             | mal         | māl          |
|          | father      | dad             | dat         | dād          |
|          | grandmother | mami            | nonna**     | mami         |
|          | horse       | graj            | graj        | graj         |
|          | dog         | džukel / džuklo | džukal      | džuklo       |
|          | hedgehog    | borso           | niglo*      | niglo*       |
|          | fur         | hauta*          | xauta*      | hauta*       |
|          | hand        | vast            | vas         | vas          |
|          | leg         | heri            | xeri        | pīru         |
|          | stomach     | buko            | stomako**   | magaker muj  |
|          | heart       | zi              | zi          | zi           |
|          | time        | ciro            | siro        | ciro         |
|          | weather     | wetra*          | siro        | ciro         |
|          | moon        | čon             | luna**      | montu*       |
|          | month       | enja/čon        | monato*     | čon          |
|          | cabbage     | šax             | kavolo**    | šax          |
|          | egg         | jāro            | jaro        | jāro         |
|          | butter      | khil            | kil         | butro**      |
| Động từ  | speak       | rakar-          | rakarava    | rakr-        |
|          | call        | khar-           | karava      | ker- pen     |
|          | live        | dživ-           | vita**      | dži-         |
|          | love        | kam-            | kamava      | kam-         |
| Trạng từ | today       | kau dives       | kava divas  | kaldis       |
|          | tomorrow    | tajsa           | tejsa       | tajsa        |
|          | yesterday   | tajsa           | u war divas | vāverdis     |
|          | a little    | je bisla*       | ja pisal*   | pisa*        |
|          | enough      | dosta           | doal        | doha         |
| Tính từ  | long        | laung**         | lungo**     | dur          |

* Những từ bị ảnh hưởng bởi tiếng Đức lịch sử
** Các từ bị ảnh hưởng bởi các ngôn ngữ ưu thế hiện đại (tức là tiếng Đức, tiếng Ý hoặc tiếng Albania)